# Joseph Kürschner
Joseph Kürschner (født 20. september 1853 i Gotha, død 29. juli 1902 i München) var en tysk forfatter og udgiver.
Kürschner var først tekniker, studerede derpå i Leipzig, begyndte sin forfattervirksomhed som teaterhistoriker og udgav: Konrad Ekhofs Leben und Wirken (1872), Theatralische Nekrologie (1875), Chronologie des Theaters (2 årgange 1876—77), Nekrologie des deutschen Theaters (2 bind 1877—78), Jahrbuch für das deutsche Theater (2 årg. 1878—79), Richard Wagner-Jahrbuch (1886) og flere.
1881—89 redigerede han månedsskriftet Vom Fels zum Meer, 1880—82 forfatter- og komponistorganet Neue Zeit, 1885—86 Deutsche Schriftstellerzeitung; desuden besørgede han 7. udg. af Pierers konversationsleksikon og andre konversationsleksika, samt udgav en mængde forskellige hånd- og årbøger. Endelig ledede han udgivelsen af den betydningsfulde samling Deutsche Nationallitteratur (1882—99), der omfatter hele den tyske litteratur i kommenterede udgaver.